# Leonida Aleksandrijski
Leonida Aleksandrijski (grč. Λεωνίδης), kršćanski mučenik koji je živio u 2. i 3. stoljeću.

## Životopis
Njegovi su roditelji nepoznati. Leonida je bio oženjen nepoznatom ženom, koja mu je rodila barem devetero djece. Njegovo najpoznatije dijete je slavni pisac Origen. Prema Porfiriju iz Tira, Leonida i njegova žena bili su pogani, no povjesničar Euzebije je zapisao da je Leonida bio kršćanin, što bi značilo da nije odgojen u kršćanstvu, već se kasnije preobratio.
Leonida je dao obrazovati svoga sina Origena, koji je postao veoma slavan pisac. 202. godine Leonida je stradao kao žrtva progona kršćana koji je organizirao rimski car Septimije Sever. Origen je također htio postati mučenik, no njegova ga je majka spriječila u tome.
Leonida je pogubljen odsijecanjem glave te je njegova imovina zaplijenjena. Slavi se kao svetac, a spomendan mu je 22. travnja.